# Antoine Jaoude
Antoine Braga Abou Jaoude (ur. 5 stycznia 1977) – brazylijski zapaśnik walczący w stylu wolnym. Olimpijczyk z Aten 2004, gdzie zajął dwudzieste miejsce w kategorii 96 kg.
Dwunasty zawodnik mistrzostw świata w 2003. Srebrny medalista igrzysk panamerykańskich w 2003 i piąty w 2019. Zdobył osiem medali mistrzostw panamerykańskich, srebrny w 2000, 2001 i 2008. Mistrz igrzysk Ameryki Południowej w 2010; drugi w 1998 i 2002. Mistrz Ameryki Płd. w 2009.
W latach 2001–2007 występował w zawodowych walkach MMA. Jego bilans to osiem wygranych i trzy porażki.
Jego brat Adrián Jaoude był również zapaśnikiem.